# 興平王
興平王（こうへいおう、または捉、? - 紀元前943年）は、第8代箕子朝鮮王。王在位期間は、紀元前957年 - 紀元前943年。諡は興平王。諱は捉。王位は哲威王（調）が継承。